# Caladenia sigmoidea
Caladenia sigmoidea är en orkidéart som beskrevs av Richard Sanders Rogers. Caladenia sigmoidea ingår i släktet Caladenia och familjen orkidéer. Inga underarter finns listade i Catalogue of Life.